# Estação Brigadeiro Tobias
A Estação Brigadeiro Tobias é uma antiga estação ferroviária no município de Sorocaba, localizado no interior do estado de São Paulo. Fica no bairro homônimo.
Faz parte da Linha Tronco da Estrada de Ferro Sorocabana.

## História
A estação original foi inaugurada em 1875 com o nome de Passa Três, provavelmente como parada, sendo a primeira edificação presente nos relatórios a partir de 1899. Ficava em terras de uma fazenda doadas para a ferrovia, com a condição de que esta operasse uma estação no território; é do antigo dono desta fazenda, Brigadeiro Tobias de Aguiar, que em 1915 obteve seu nome atual. A antiga estação foi desativada em 1927, com uma das retificações da linha, e ficou de pé, embora abandonada, até 2019, quando as pessoas que nela habitavam demoliram-na.
A estação nova, inaugurada em 1927, serviu como centro de sinalização do trecho e para embarques e desembarques até abril de 2000, sofrendo uma rápida e intensa degradação após sua desativação, estando já em 2001 em más condições de conservação. Em 2010, uma família mudou-se para seu interior, o que garantiu uma conservação mínima da estrutura, com a realização de reparos e outras benfeitorias. Ainda assim, em 2024 um comitê do governo do estado avaliou sua condição atual como péssima.

## Projetos futuros
A estação, junto das estações de Sorocaba, São Roque, Amador Bueno, Carapicuíba e Água Branca, faz parte do projeto "Trem Intercidades" do governo estadual, sendo uma parada planejada do serviço parador do Eixo Oeste. O trecho deve ser reeletrificado e sua duplicação, restaurada, a fim de receber novamente composições de passageiros.
Planeja-se concretizar esse projeto através de uma concessão ou parceria público-privada, que teve sua audiência pública realizada em 2025.